# Уэстон, Питер Хенри
Пи́тер Хе́нри Уэ́стон (англ. Peter Henry Weston, род. 22 октября 1956) — австралийский ботаник.

## Биография
Родился 22 октября 1956 года в Лоуэр-Хатте. Учился в Сиднейском университете, окончил его в 1979 году.
В 1985 году защитил диссертацию доктора философии в Сиднейском университете под руководством Роджера Чарлза Кэролина. В ней Уэстон рассматривал подтрибу Persooninae семейства Протейные с точки зрения систематики и фитогеографии.
С 1982 года Уэстон работает в Национальном гербарии Нового Южного Уэльса в звании научного сотрудника, с 2008 года — главный ведущий научный сотрудник.
В 1992—1993 годах — в Кью в качестве австралийского ботанического координатора.
С 2000 года Уэстон — сотрудник Университета Новой Англии, с 2004 года — адъюнкт-профессор. В 2006 году в качестве приглашённого профессора читал лекции в Родезском университете в Грейамстауне.

## Некоторые публикации
- Weston P. H. Systematics and biogeography of the Persooniinae (Proteaceae). — 1983. — 357 p.